# ユースフ2世 (ムワッヒド朝)
ユースフ2世（アラビア語：يوسف بن الناصر, Yusuf II, 1198年ごろ - 1224年1月6日）は、ムワッヒド朝の第5代アミール（カリフ、在位：1213年 - 1224年）。ムハンマド・ナースィルの子でヤフヤー・ムウタスィムの兄。本名はアブー・ヤアクーブ・ユースフ（Abū Yaʿqūb Yūsuf）。アル・ムスタンスィル（al-Mustanṣir）とも。
1213年に死去した父の後を継いだが、15歳と幼少のため実権は有力族長（シャイフ）や大臣たちに握られた。ユースフ2世も怠惰で彼等に政治を丸投げ、親族を地方総督に任命し反乱鎮圧は将軍たちに任せ、マラケシュの宮廷に引き籠って暮らした。
ムワッヒド朝領内では北アフリカ（マグリブ）で反乱が発生、本拠地モロッコでは1216年からザナータ系ベルベル人のマリーン族（後にマリーン朝を興す）が反乱を起こし、リーフ地方を征服し平野部フェズにも進出し付近の部族たちを服属させた。チュニジア（イフリーキヤ）でも総督アブドゥル・ワーヒド（ハフス朝始祖アブー・ザカリーヤー1世の父）が独立を画策、アフリカは基盤が揺らいだが、イベリア半島（アンダルス）ではキリスト教諸国が幼少の王の下で権力闘争を起こしレコンキスタは停滞、ムワッヒド朝は辺境の防衛を再建する余裕があり、ユースフ2世の治世は平穏に過ぎていった。
しかし1224年1月6日、牛の角に突かれて死亡した。子が無かったため後継者争いが起こり、初めユースフ2世の大叔父のアブドゥル・ワーヒド1世がマラケシュのシャイフたちによりカリフに擁立されたが、ユースフ2世の叔父のムルシア総督アブドゥッラー・アーディルもカリフを名乗り、コルドバでもアーディルにセビリア総督の地位を奪われたアブー・ムハンマド・アル・バイヤーシーがカリフを宣言、カリフ候補者が乱立して内乱が始まった。同年にシャイフたちがアブドゥル・ワーヒド1世を暗殺してアーディルをカリフにしたが、バイヤーシーは兄弟のバレンシア総督アブー・ザイドと共にカスティーリャ王フェルナンド3世に臣従、キリスト教国の介入を招きムワッヒド朝のアンダルス支配を崩壊させた。